# Póló

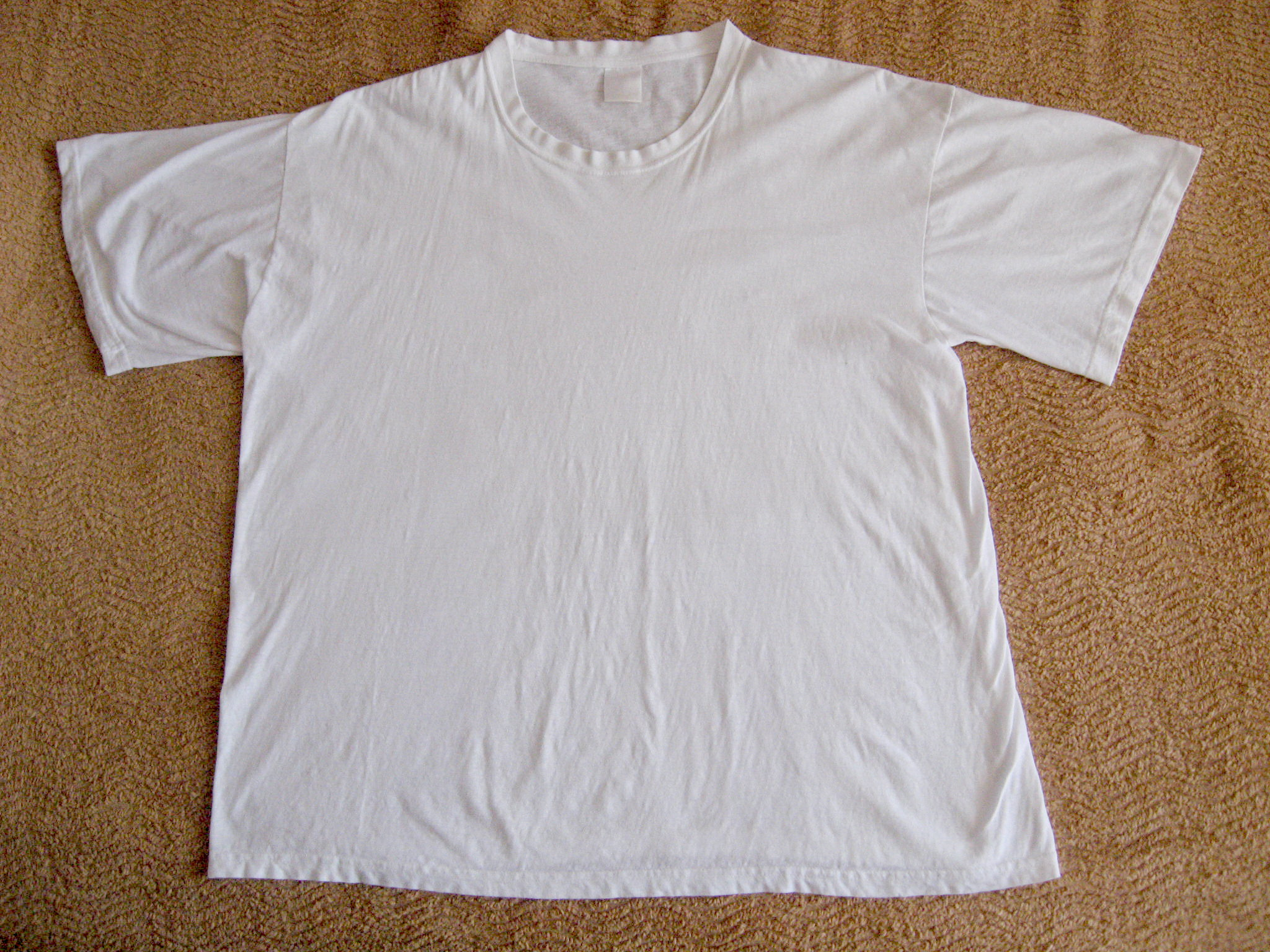
Klasszikus póló, amelyen az angol T-shirt elnevezés eredete, a T forma is jól látható

A póló (hivatalosan T-ing, angolosan: T-shirt, t-shirt vagy tee shirt, ejtsd: [tísört]) eredetileg amerikai találmány. Rövid ujjú, kerek nyakkivágású, gallér, gombolás és zseb nélküli kötött ing, hossza általában kissé a csípő alá ér, az ujja hossza nem éri el a könyököt. Anyaga általában pamut, esetleg pamut-poliészter keverék. A klasszikus póló egyszínű (leggyakrabban fehér, de ma már sokszor készítik másféle színben is), de a divat hatása alatt különbözőképpen mintázott változatai is elterjedtek. Eredetileg alsóruházatként viselték, újabban azonban a szabadidő-viselet nélkülözhetetlen ruhadarabja és egyben divatcikk is. A köznyelv rendszerint póló néven hivatkozik rá, de a pólóing szó más kialakítású ruhadarabot takar.

## Története
A mai ing alapvetően az alsóruhaként viselt római tunikából fejlődött ki, bár a bronzkorban is hordtak skandináviai nők ingszerű blúzt. Hasonló ruhadarabok ábrázolása az ősi perui, afganisztáni, egyiptomi, palesztinai maradványokon is fennmaradt. A középkori Európában is viseltek a mai inghez hasonló ruhadarabot. A honfoglaló magyarok inge elöl vagy oldalt nyílott volt.
Van olyan forrás, amely szerint az ujjas trikó eredete Viktória királynő brit uralkodó (1819–1901) nevéhez köthető, aki látogatást tett a tengeri flottánál, és annak érdekében, hogy ne zavarja őt a tengerészek hónaljának látványa, amit ujjatlan trikóik nem fedtek el, a flotta vezetői elrendelték, hogy a trikókat ujjakkal kell ellátni.
A mai értelemben vett póló története valójában az első világháborúban kezdődött, amikor az amerikai katonák számára szükségessé vált a meleg európai nyári időszakra olyan alsóing készítése, amely kevésbé meleg, mint a korábban az amerikai hadseregben rendszeresített hosszú ujjú gyapjúing. Ekkor vezették be – a francia hadseregnél látott mintára – a könnyű, egyszerű szabású, rövid ujjú pamutinget, amit Amerikában az 1920-as években is már T-shirt néven emlegettek. A második világháborúban a szárazföldi csapatoknál és a tengerészetnél is ez volt a rendszeresített alsóing.
Idővel a polgári életben is meghonosodott ez a viselet. Jóllehet eredetileg alsóingnek szánták, a katonák gyakran viselték ing nélkül is szabadidejükben vagy nehéz munka közben, amit híradófilmeken mindenki láthatott – ez is hozzájárult ahhoz, hogy széles körben megismerjék ezt a ruhadarabot. Népszerűvé válása és széles körű elterjedése azonban a II. világháborút követő években következett be, és elsősorban olyan neves filmszínészeknek köszönhető, mint John Wayne, Marlon Brando és James Dean, akik az 1950-es években készült filmjeikben viseltek pólót. James Dean 1955-ben bemutatott Rebel Without a Cause (magyar címe: Haragban a világgal) c. filmjével a pólót a lázadó ifjúság jelképes viseletévé tette.
Maga a póló „uniszex” ruhadarab: nők, férfiak és mindkét nembeli gyerekek egyaránt hordják; a nemek szerinti különbség legfeljebb a díszítésben nyilvánul meg.

## Előállítása

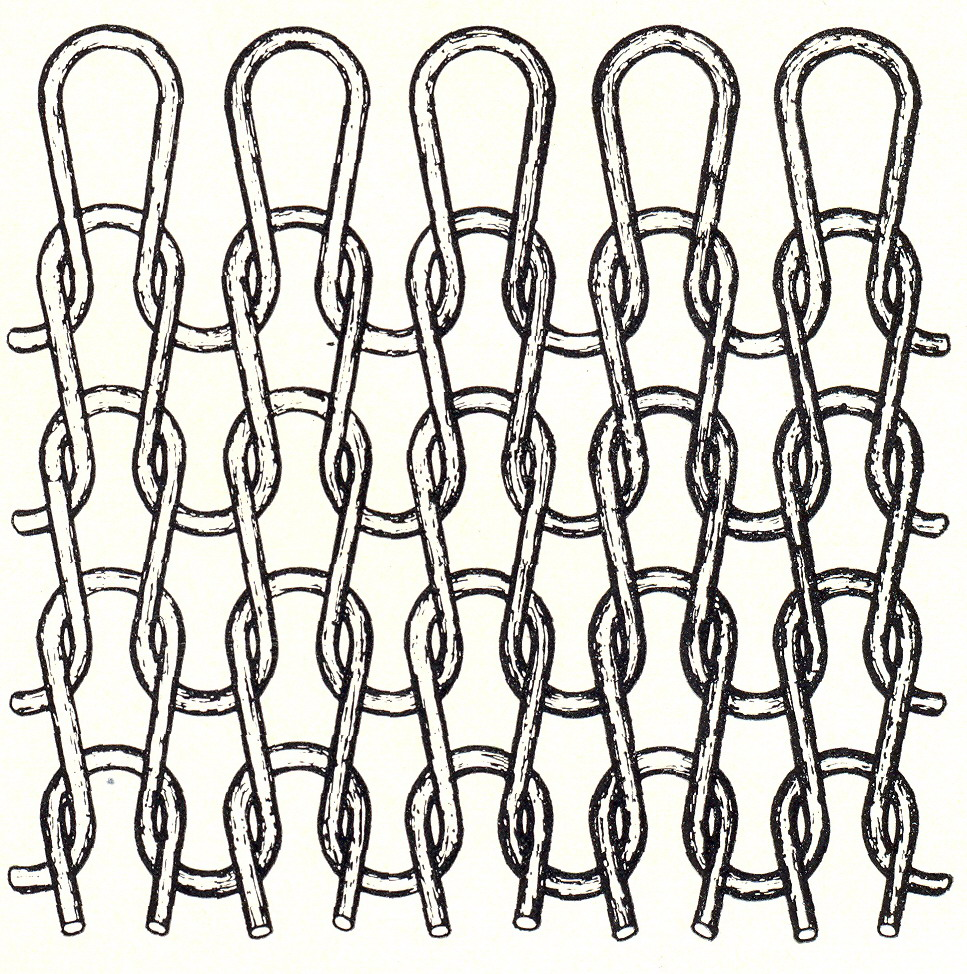
Sima egyszínoldalas vetülékrendszerű kötés

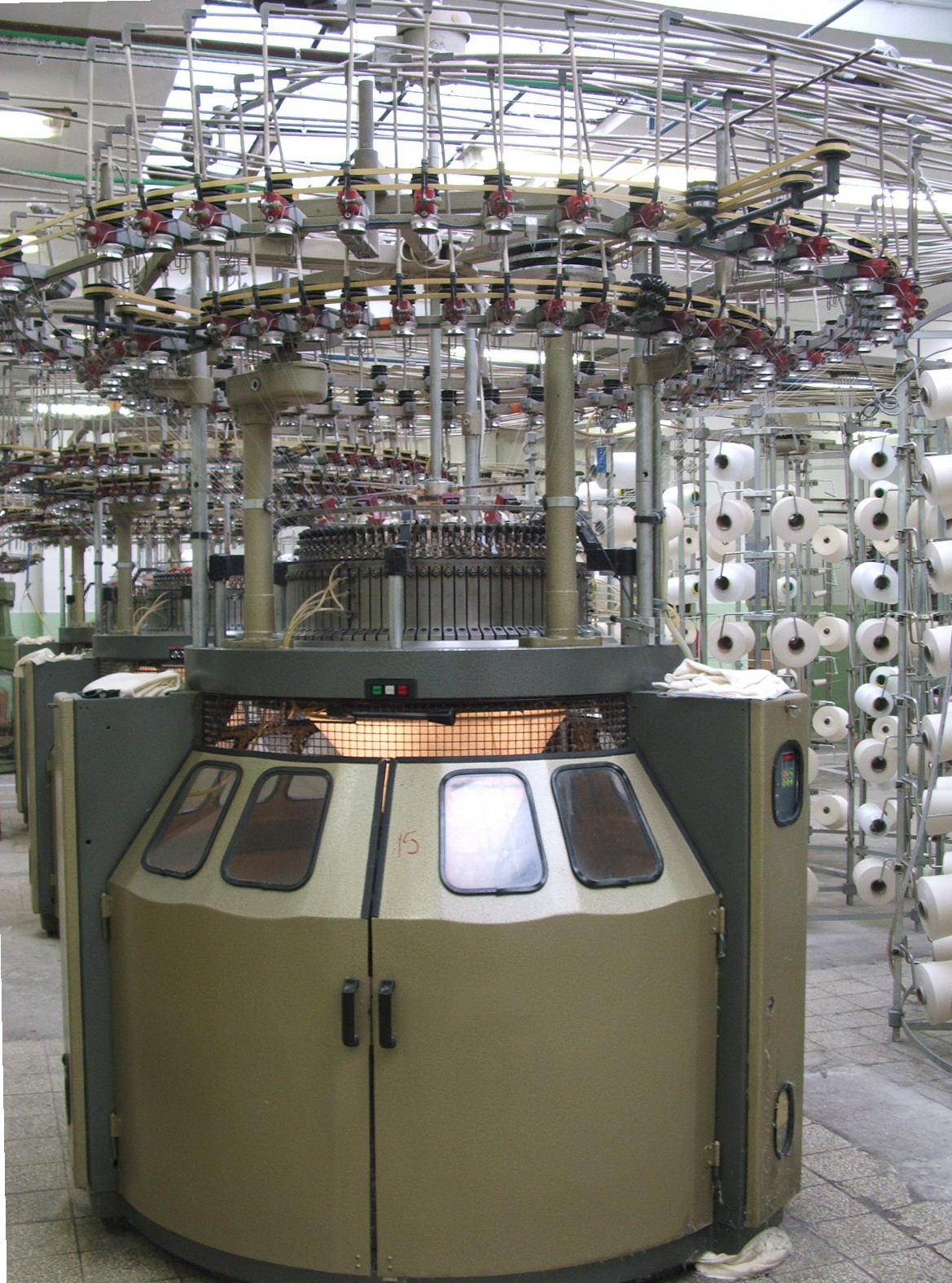
Körkötőgép

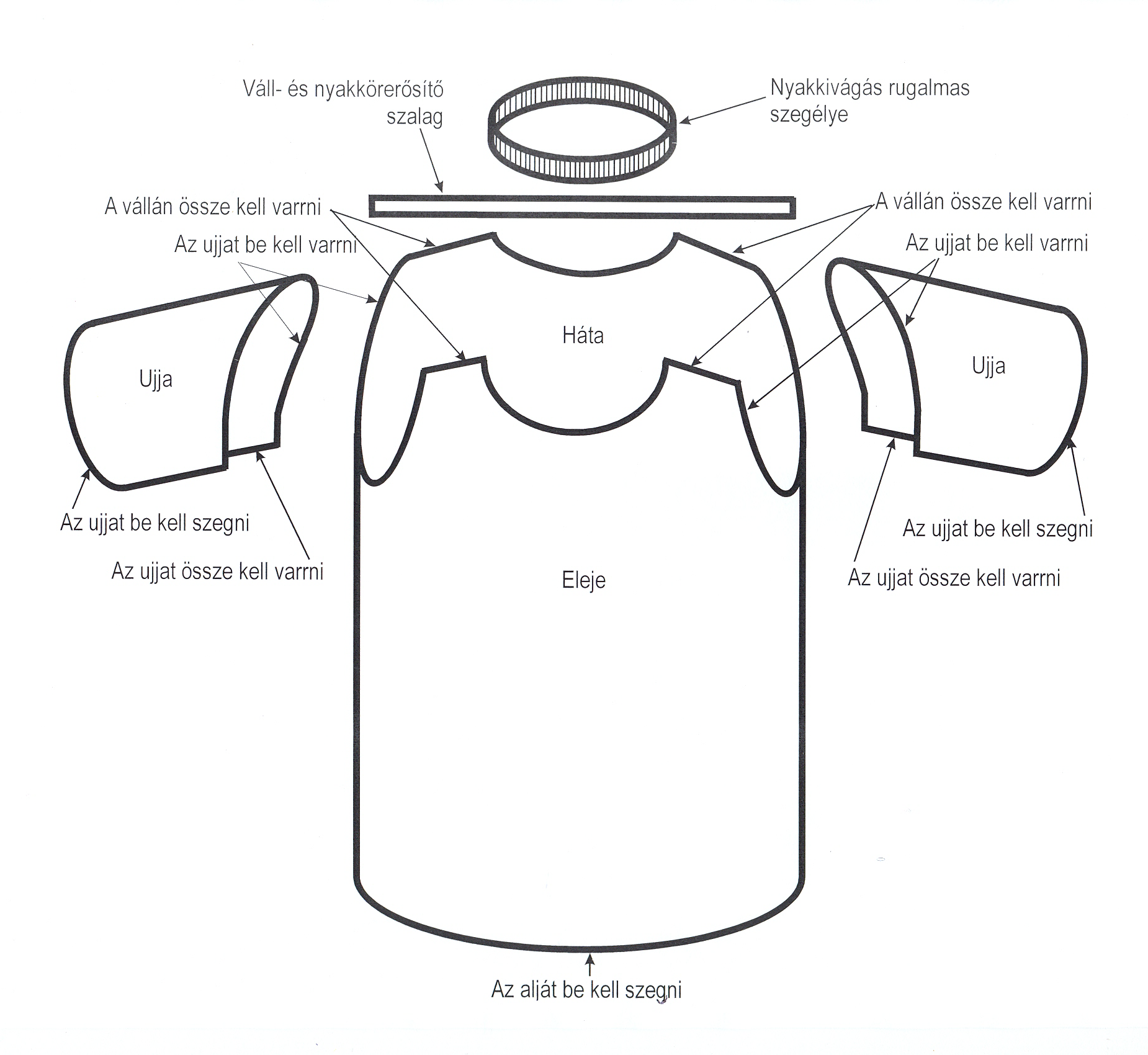
Oldalvarrás nélküli egyszerű póló alkotóelemei

A pólókat jellemzően sima egyszínoldalas kötésű, körkötött kelméből állítják elő. Gyakran ehhez olyan körkötőgépet használnak, amelynek átmérője az emberi test átmérőjének felel meg, ebben az esetben olyan átmérőjű tömlőt kötnek, amiből az ing törzsrésze úgy szabható ki, hogy oldalt már nem is kell összevarrni. Ez megtakarítást jelent a gyártási költségekben, és a hulladékképződést is csökkenti. Az ujjakat azonban így is síklapú kelméből kell kiszabni és utólag összevarrni, hogy megkapja „cső” formáját. Az ing nyakkivágást általában kissé rugalmas szerkezetű pánt szegélyezi (ezt külön, erre a célra szolgáló gépen készítik el, általában síkban kiterítve, és utólag varrják össze zárt „cső” alakúra), a vállakba és a nyakkör hátsó részébe pedig egy többnyire szövött erősítő szalagot varrnak be, ami a keresztirányú nyúlást hivatott megakadályozni. Az ujjakat és az ing alját a hagyományos kivitelnél visszahajtással szegik be. Az összeállításhoz általában célgépeket használnak, amelyek az adott helyen szükséges különböző varrástípusok készítésére készültek, az ezekhez szükséges kelmevezető készülékekkel rendelkeznek, és igen nagy sebességgel dolgoznak. Egy hagyományos póló összes varrási ideje ezeken a korszerű gépeken, nagyüzemi munkaszervezés mellett mindössze néhány perc.
A jobb minőségű pólók felismerhetők a kelme ránézésre is szebb külsejéről, fényéről, a varratok gondos kivitelezéséről, a nyakkör szegélyezésének rugalmasságáról és szép felvarrásáról. Újabban készítenek pólót 5% körüli elasztánfonal-tartalommal is, ami nagyobb rugalmasságot biztosít, és az ing szebben, kellemesebben simul a testre. A sima egyszínoldalas kelmeszerkezet jellegzetes tulajdonsága, hogy a szemsorok és szemoszlopok nem merőlegesek egymásra, hajlásuk többé-kevésbé eltér a 90°-tól. Ennek mértéke elsősorban a gyártáshoz felhasznált fonal sodratszámától és sodratirányától függ. Igényesebb termékek esetében ez a jelenség kevésbé látszódik, és főleg kevésbé érezteti hatását a kelme elcsavarodásában. Ha a kelme gyártásához szintetikusszál-tartalmú fonalat (pl. pamut-poliészter keveréket) használtak, az ilyen kelme hőrögzíthető, azaz 180 °C körüli hőmérsékleten kezelve a szemek elrendeződése tartósan stabilizálódik, ami a későbbi elcsavarodást is megakadályozza.
A színes pólót vagy már eleve színes kelméből készítik, vagy pedig a nyers vagy fehérített kelméből készített inget konfekcionált állapotban színezik. Az utóbbi eljárás előnye, hogy a mindenkori méretmegoszlásnak megfelelően akár kis mennyiségű rendeléseket is gyorsan teljesíteni lehet. Színcsíkos változatokat színnyomással vagy színes fonalak bekötésével készítenek.
Minthogy a pólót közvetlenül a testen viselik, előnyös olyat választani, amely nem tartalmaz az egészségre ártalmas vegyszereket, amelyek a színezésnél vagy a színnyomásnál kerülhetnek bele. Erre biztosítékot nyújthat, ha a ruhadarabon megtalálható az OEKO-TEX címke, azonban ez pólók esetében ritkán fordul elő. Újabban reklámozzák a biopamutból készült pólókat is.
A pólók nagyságjelölése általában nem számokkal, hanem a nálunk is közismert S, M, L, XL, XXL betűjelekkel történik. Ehhez azonban minden gyártó más-más tényleges méreteket kapcsol, mert nincs nemzetközileg elfogadott mérettáblázat, ezért a vásárlásnál elővigyázatosnak kell lenni.

## Díszítésmódok
A „klasszikus” pólónak az idők folyamán, a divatváltozások hatása alatt igen sokféle módosulata és mintás változata alakult ki.
Már az 1940-es években alkalmaztak a pólókon nyomott feliratokat, amelyekkel pl. a katonák az egységük jelzését tüntették fel, majd a polgári életben is készültek nyomottmintás pólók, pl. Harry S. Truman elnökválasztási kampányára (1948). Az 1960-as években jelentek meg az ún. csomózásos színezéssel (angolul: tie-dye) készített mintázatok és a rendkívül változatos színnyomással díszített pólók, nem utolsósorban a különböző pop-együttesek és sportegyesületek hatására, amelyek nagy reklámlehetőségeket láttak az emblémáikkal díszített pólókban. A szitanyomás, a permetezéses festés (airbrush), a szálszórás (flokkolás), a rávasalható mintázatok (szublimációs nyomás) alkalmazása, majd a digitális nyomtatás textilipari alkalmazásának elterjedése jelentős mértékben hozzájárult ehhez, aminek köszönhetően az 1980-as évektől kezdődően hallatlanul fellendült ez a divatirány. A hímzési technikák lehetőségeinek bővítése, az automata hímzőgépek elterjedése kedvezett a hímzésekkel díszített pólók megjelenésének is. Az ezekben rejlő lehetőségeket különféle pártok és civil mozgalmak, együttesek, kereskedelmi cégek stb. is széles körben kihasználják reklámozás céljára. Ma már van olyan technika, amivel akár egyedi darabokat is el lehet látni fényképezési eljárással felvitt arcképpel vagy más motívumokkal.
Emellett készülnek színcsíkos kelmékből is pólók, és olyanok is, amelyek egy-egy alkatrésze (pl. az ujjak vagy a nyakkört szegélyező pánt) színében eltér a törzsrész színétől, vagy más színű vagy mintázatú az ing eleje és a háta stb. Variálják a nyakkivágás alakját is: a hagyományos kerek nyakkivágás mellett megjelentek a „csónaknyakú” (a vállak felé meghosszabbított), a négyszögletes, a V alakot közelítő (elöl lefelé csúcsosan kialakított) stb. változatok is. A divattervezők fantáziája kiapadhatatlan, ami ezen a téren is megnyilvánul.

Változatok a pólóra
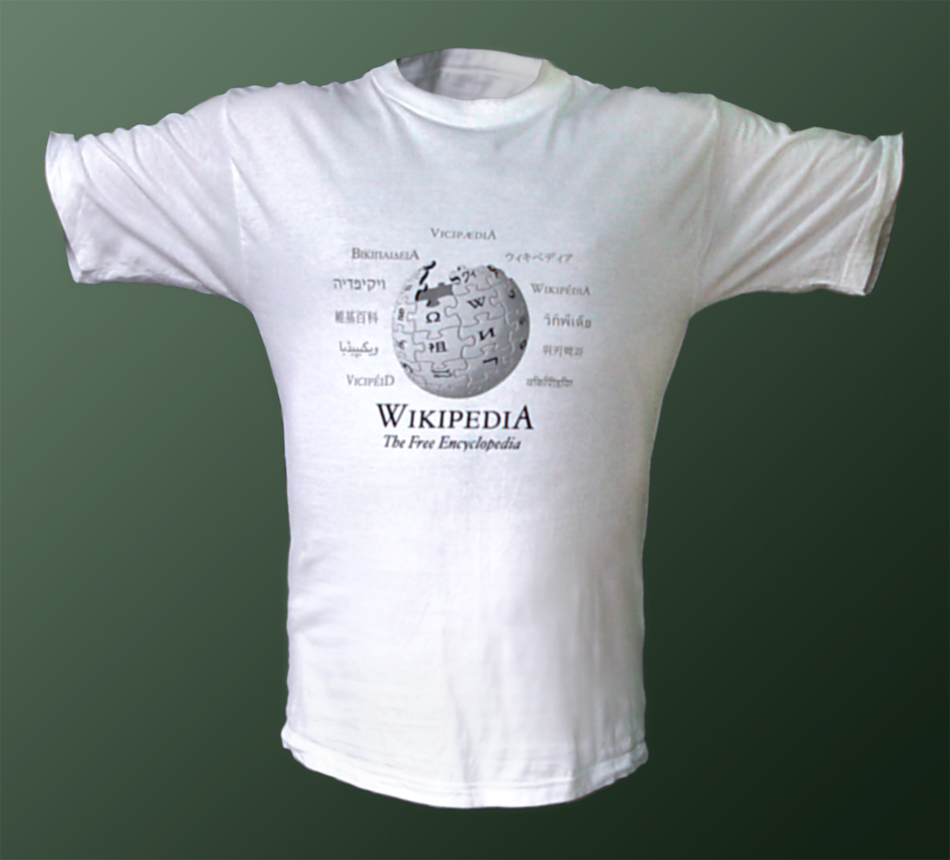
A Wikipédia jelvényével díszített póló
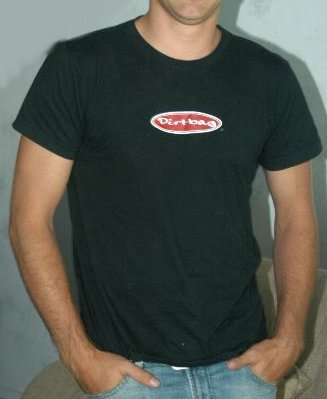
Fekete póló rányomott emblémával
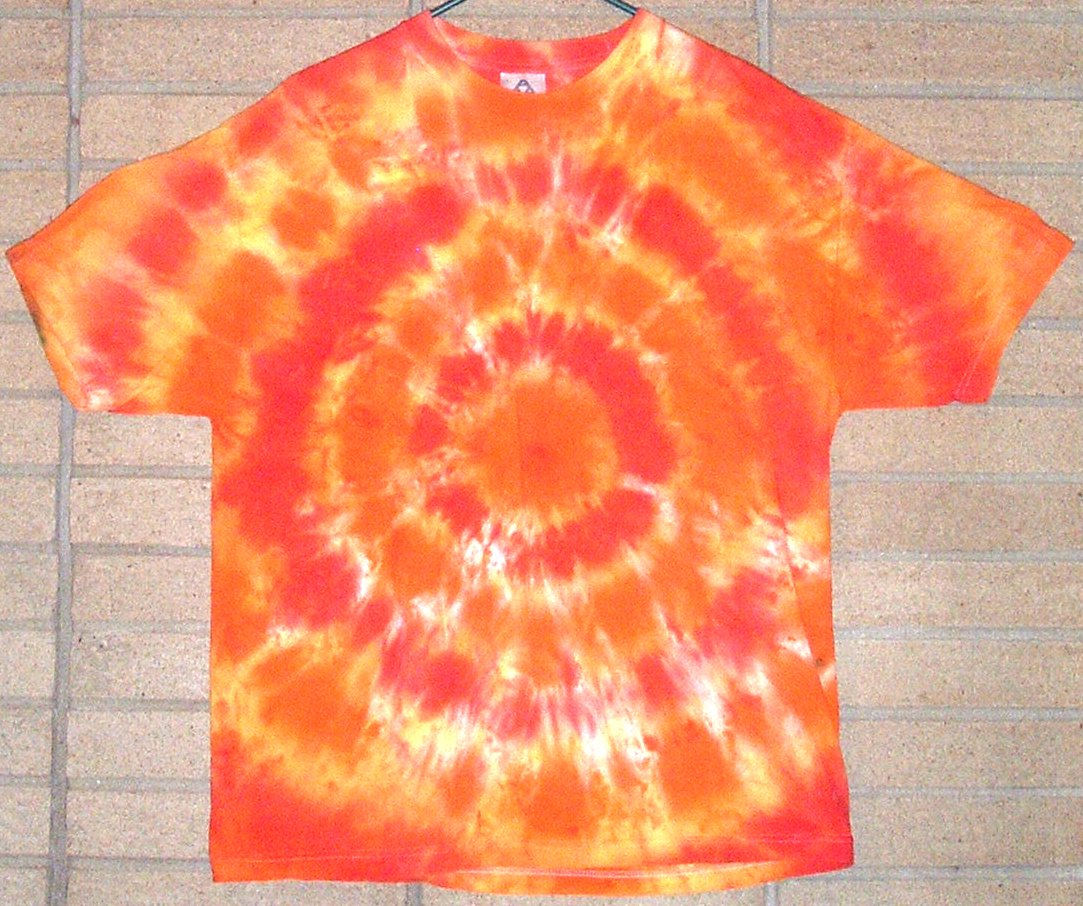
Csomózásos színezés (angolul: tie-dye) eljárással díszített póló
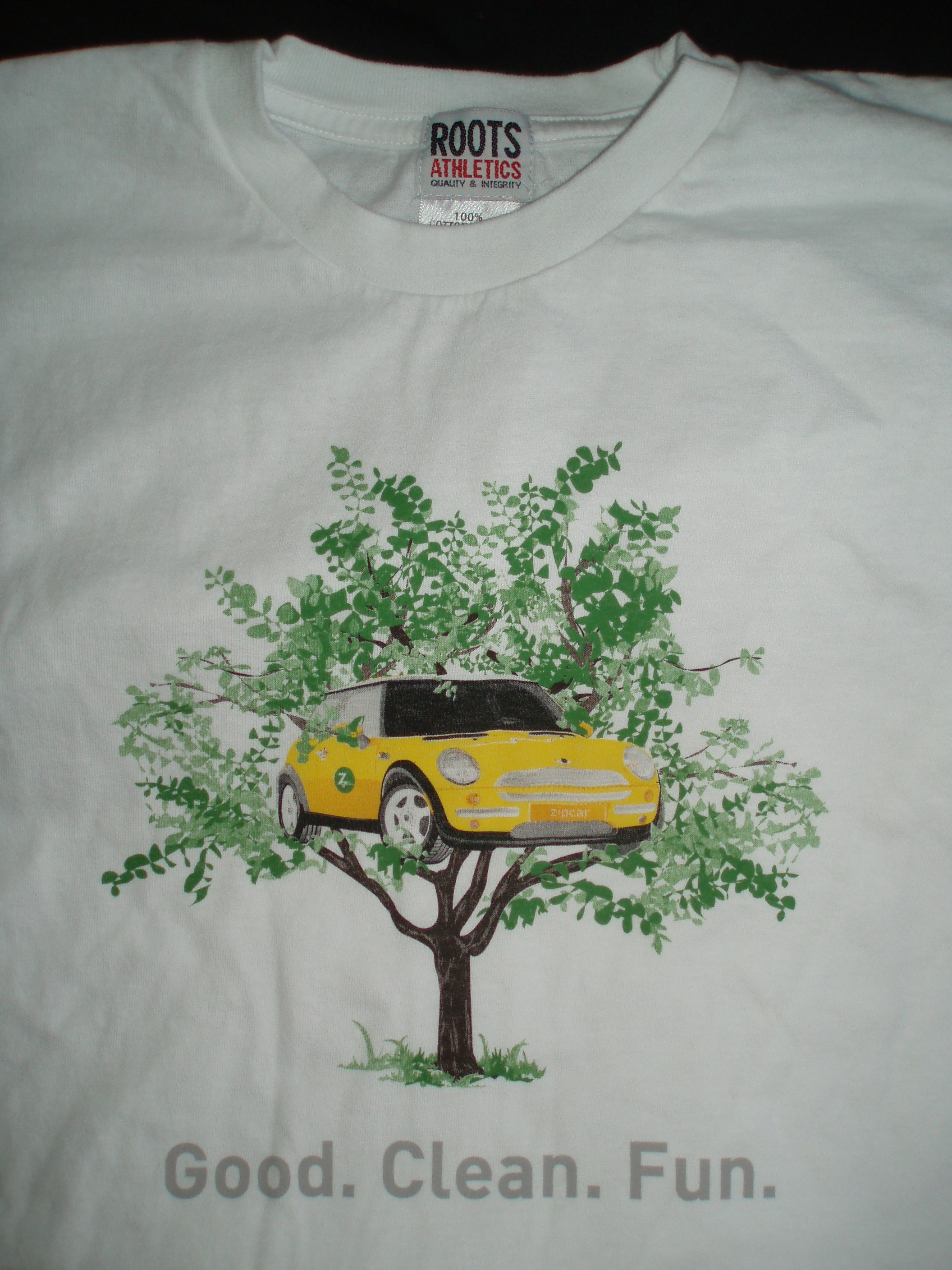
Reklámmal díszített póló. A nyakkivágásban jól látható az erősítő szalag.
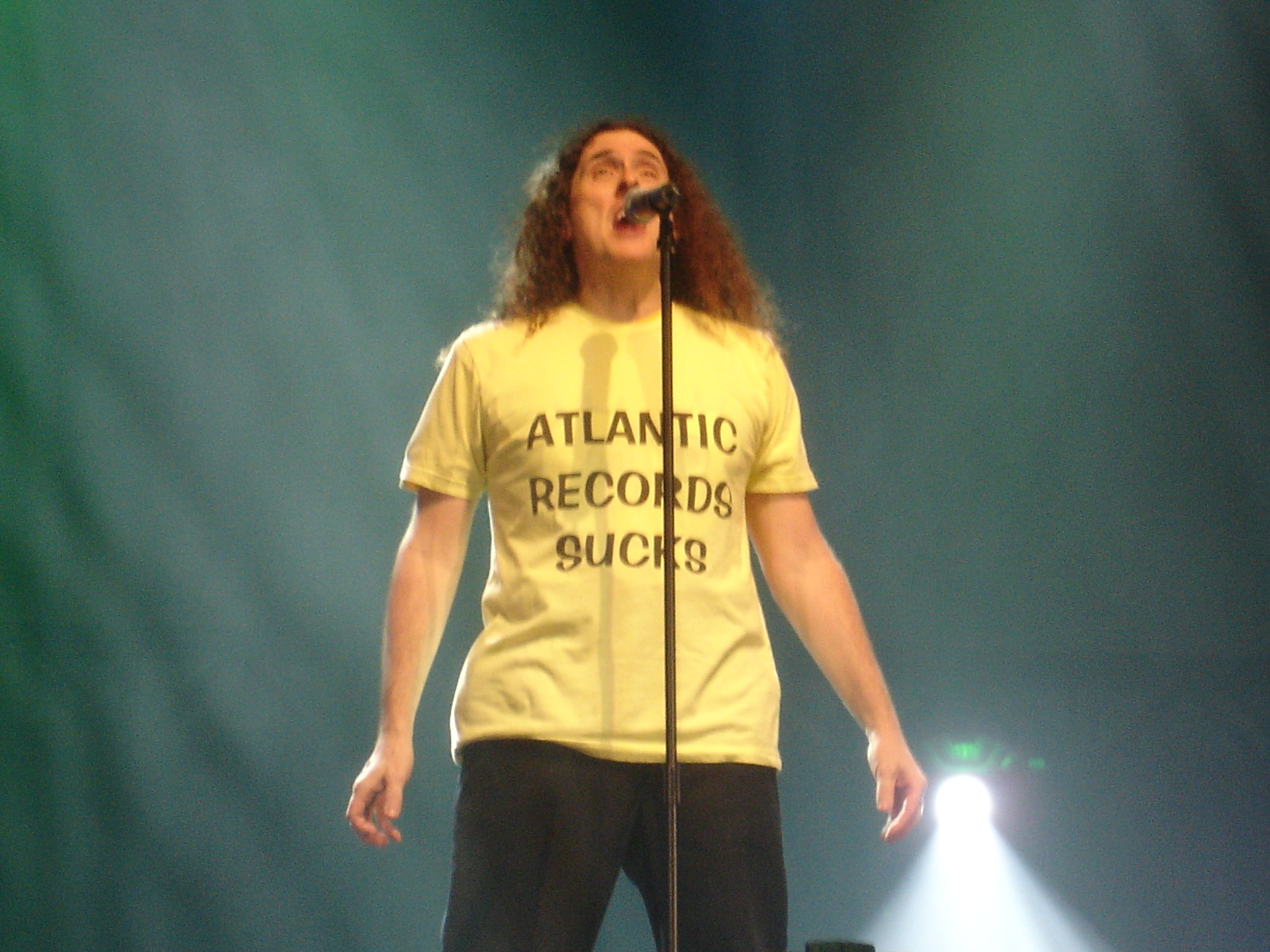
Popénekes az együttesét reklámozó pólóban
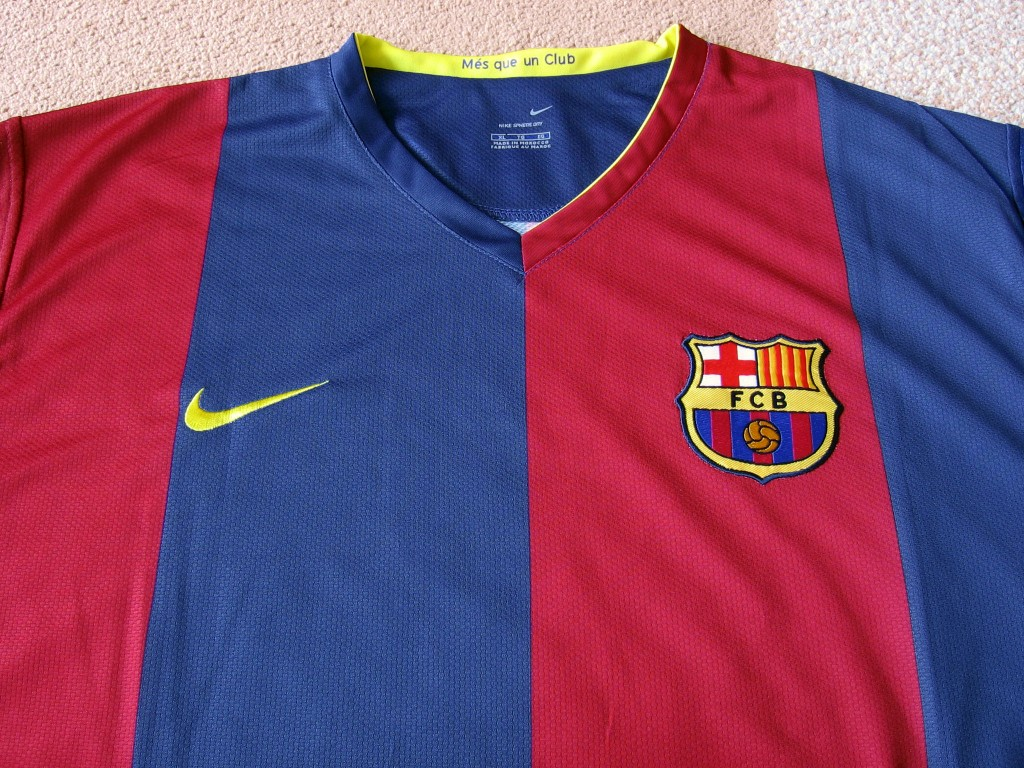
Sportdresszként alkalmazott, többféle színű kelméből készült, emblémával is díszített póló
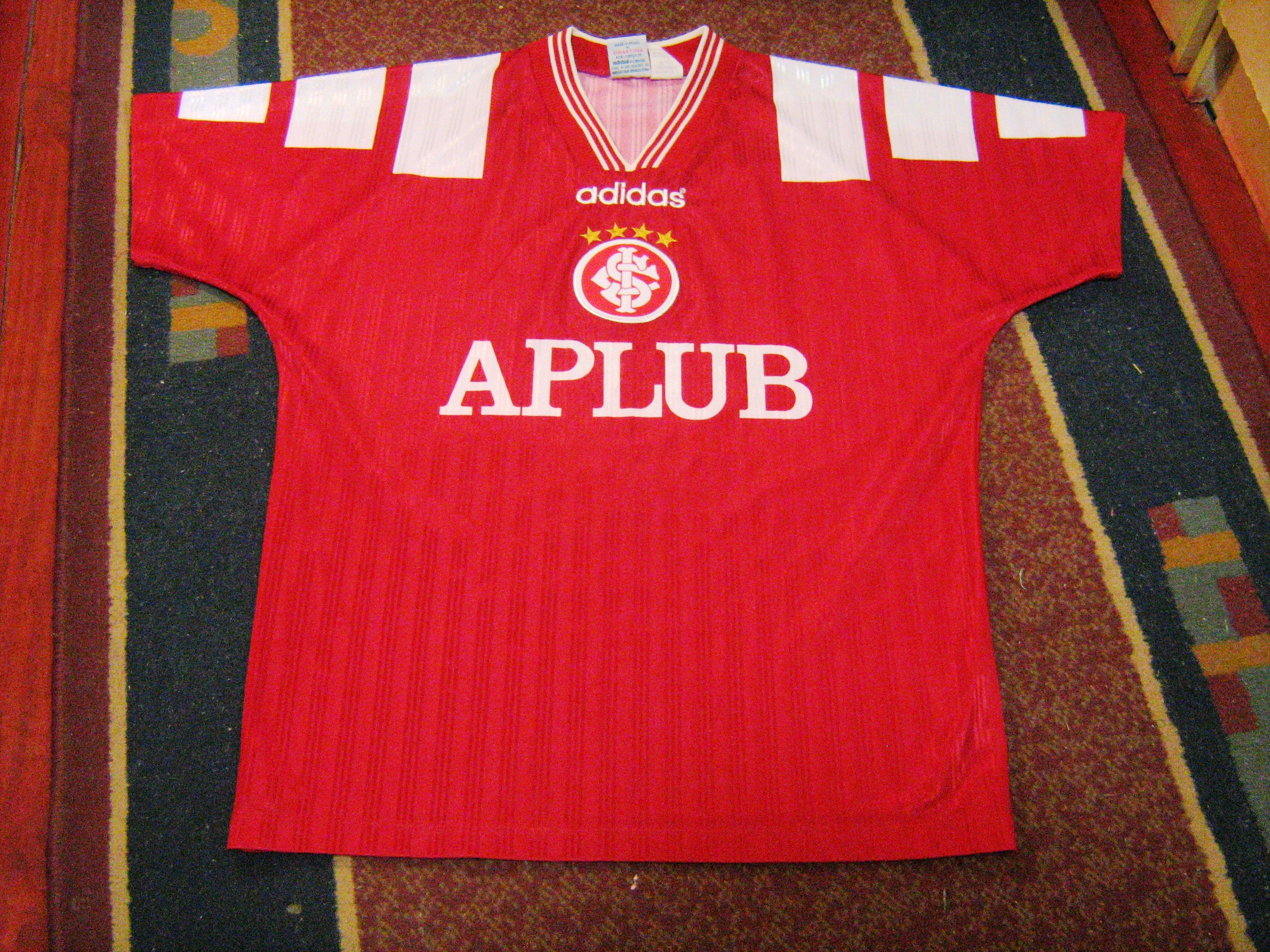
Sportdresszként alkalmazott póló rátett díszítésekkel

## Elterjedtsége
Az USA-ban végzett piackutatási adatokból kitűnik, hogy az emberek 90%-ának van legalább egy pólója, 60%-ának több is: a férfiak több mint 70%-ának és a nők 54%-ának több mint 10 ilyen ruhadarabja van. Egyharmaduknak a kedvenc színe a fehér, népszerűségben ezt követi a kék és a fekete színű póló. 1995-ben több mint 1 milliárd póló volt forgalomban.
A világ pólófogyasztása egyre növekszik, a 2002 és 2006 közötti négy év alatt 14%-kal nőtt. A legnagyobb piacot az Európai Unió jelenti, ahol a világ pólófogyasztásának több mint egyharmadát regisztrálták. Ezt követi az USA (17%). Az Európai Unió pólóimportja legnagyobbrészt Törökországból származik (29%), ezt követi Banglades (16%), majd Kína és India.